# Geiriadur Prifysgol Cymru
Geiriadur Prifysgol Cymru (engelska: The University of Wales Dictionary) är den huvudsakliga ordboken över det kymriska språket. Arbetet med boken började 1921 under ledning av några anställda på National Library of Wales och har givits ut i fyra volumer; den fjärde och sista volymen gavs ut 2002. Ordbokens definitioner är på kymriska, men ger också en engelsk motsvarighet. Totalt har ordboken 3949 sidor med 105 000 uppslagsord och exempelmeningar från år 631 till år 2002.